# Dom Nad Bramką w Krakowie
Dom Nad Bramką – zabytkowa kamienica, znajdująca się w Krakowie na Starym Mieście, w zachodniej pierzei Małego Rynku oddzielającej go od placu Mariackiego.

## Historia
Od XIV wieku do lat 30. XVII wieku w miejscu obecnego Domu Nad Bramką i sąsiedniej Wikarówki znajdowały się drewniane domy wikariuszy parafii mariackiej oraz jatki rzeźnicze. Kamienicę wzniesiono pod koniec XVII wieku, po zakończeniu barokowej przebudowy kościoła św. Barbary. Połączyła ona kościół z gmachem wybudowanej sześćdziesiąt lat wcześniej Wikarówki, domykając pierzeję oddzielającą plac Mariacki od Małego Rynku. W parterze budynku przebito charakterystyczne arkadowe przejście, od którego wziął on swoją nazwę.
17 lutego 1986 kamienica została wpisana do rejestru zabytków. Znajduje się także w gminnej ewidencji zabytków.

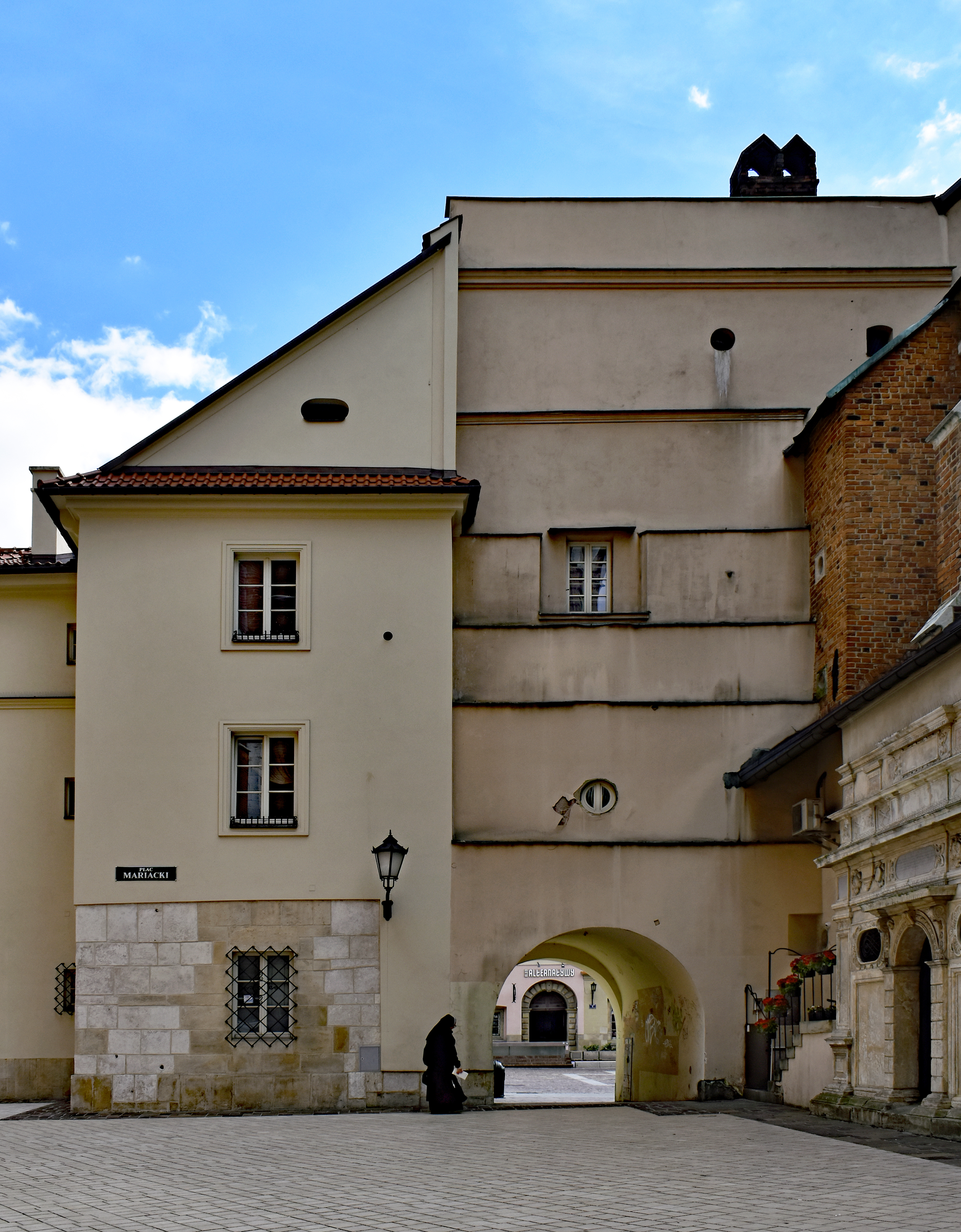
Dom widziany z pl. Mariackiego.